# Salva Kiir Mayardit

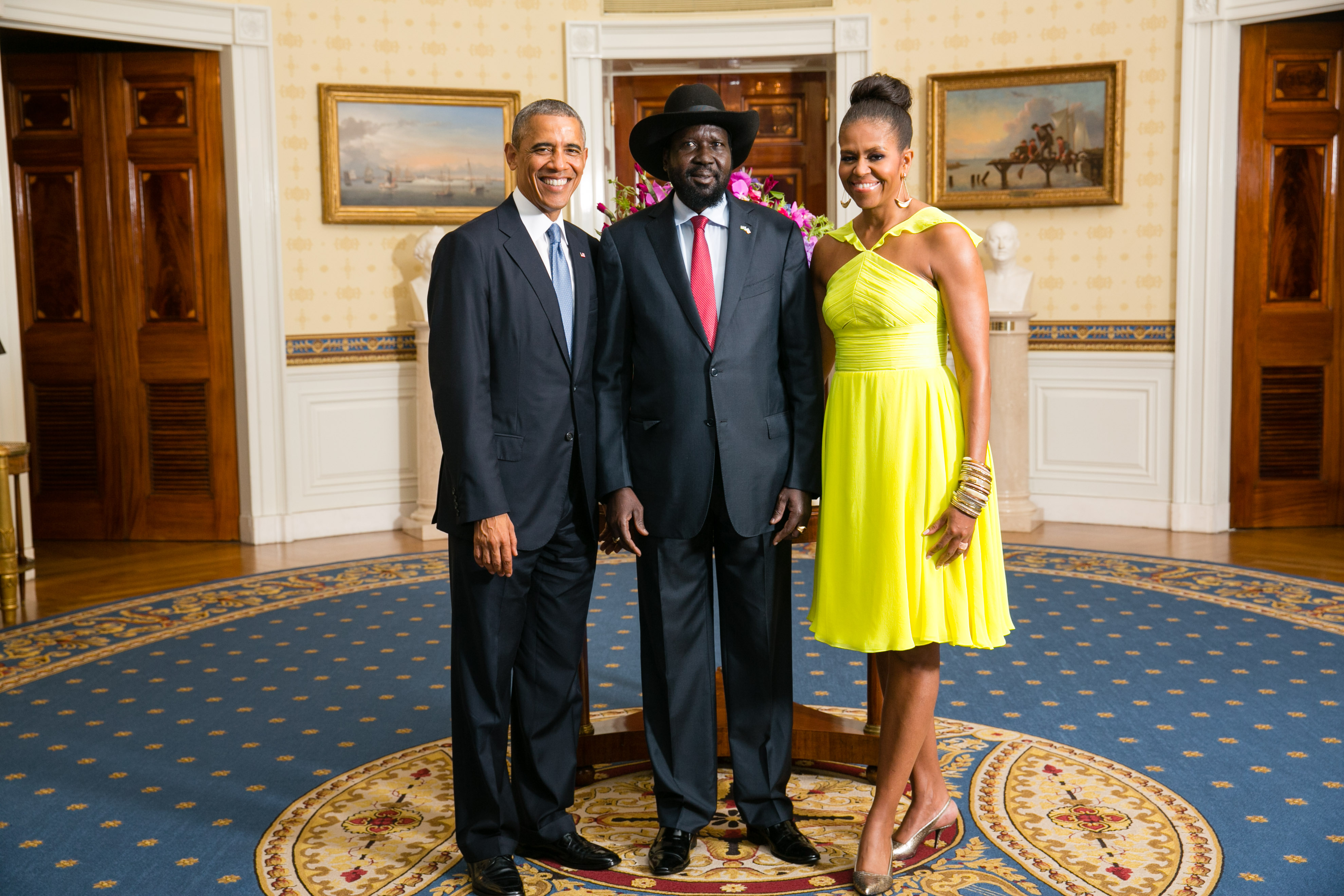
Salva Kiir Mayardit, Barack Obama i Michelle Obama. (2014)

Salva Kiir Mayardit (ur. 13 września 1951 w Bahr al-Ghazal) – południowosudański polityk i wojskowy. Prezydent Autonomicznego Regionu Sudanu Południowego i wiceprezydent Sudanu w latach 2005–2011. Obie funkcje objął po śmierci Johna Garanga. Prezydent niepodległego Sudanu Południowego od 9 lipca 2011.

## Życiorys
Salva Kiir Mayardit urodził się w regionie Bahr el Ghazal. Pochodzi z najliczniejszego na południu Sudanu plemienia Dinka. Jest katolikiem. W latach 60. przyłączył się do rebelianckich sił Anya Nya w południowych prowincjach Sudanu prowadzących walki z północą (I wojna domowa w Sudanie). Do czasu ustanowienia pokoju w 1972 roku był oficerem sił rebelianckich. Po zakończeniu działań wstąpił do sudańskiej armii. Jednak po wznowieniu konfliktu między północną a południową częścią Sudanu w 1983 roku, wspólnie z Johnem Garangiem, tworzył Ludowy Ruch Wyzwolenia Sudanu (SPLM), stając się jednym z przywódców jego zbrojnego skrzydła, Ludowej Armii Wyzwolenia Sudanu (SPLA) oraz szefem sztabu Garanga.
Został wyznaczony przez organizację do prowadzenia rokowań pokojowych, mających zakończyć II wojnę domową w Sudanie. Porozumienie podpisane zostało w styczniu 2005 i przewidywało 5-letnią autonomię Sudanu Południowego (z funkcją prezydenta i wiceprezydenta) i organizację po tym czasie referendum niepodległościowego.
9 lipca 2005 objął funkcję wiceprezydenta Sudanu Południowego u boku Johna Garanga, który został prezydentem prowincji. Jednakże już 30 lipca 2005 Garang zginął w katastrofie lotniczej w trakcie powrotu z krótkiej wizyty w Ugandzie, a jego obowiązki przejął Kiir. 11 sierpnia 2005 oficjalnie objął opróżnione urzędy prezydenta Sudanu Południowego oraz wiceprezydenta Sudanu.
Kiir uchodził za zwolennika pełnej niepodległości prowincji. W październiku 2009 publicznie wyraził poparcie dla suwerenności Sudanu Południowego, zachęcając mieszkańców do poparcia tegoż rozwiązania w czasie zbliżającego się referendum. Przyrównał je do wyboru pomiędzy „byciem obywatelem drugiej kategorii we własnym kraju a byciem wolną osobą we własnym niepodległym państwie”.
W wyborach powszechnych w kwietniu 2010 zdecydował się kandydować na urząd prezydenta Sudanu Południowego, zamiast prezydenta całego Sudanu, czym raz jeszcze podkreślił swoje poparcie dla niepodległości regionu. Uzyskał reelekcję na stanowisku, uzyskując 93% głosów poparcia.
W referendum niepodległościowym, przeprowadzonym w styczniu 2011, 99% głosujących opowiedziało się za secesją od Sudanu i niepodległością prowincji. Zgodnie z porozumieniem pokojowym z 2005, kraj ogłosił swoją niepodległość 9 lipca 2011, a Kiir pozostał na stanowisku jego prezydenta.
15 grudnia 2013 spacyfikował wymierzony przeciw niemu zamach stanu zorganizowany przez lojalistów byłego wiceprezydenta kraju – Rieka Machara. Z czasem konflikt przerodził się w wojnę domową pomiędzy siłami rządowymi wspieranym przez plemię Dinków a bojówkami plemienia Nuerów. Wojna pochłonęła wiele tysięcy ofiar i przyniosła klęskę humanitarną. Pomimo podpisania porozumienia 9 maja 2014 w Addis Abebie, walki nie ustały. W lipcu 2015 roku na władze kraju spadła fala krytyki po tym, jak opublikowano raport ONZ opisujący makabryczne zbrodnie jakich mieli się dopuszczać żołnierze wierni prezydentowi. Ostatecznie, 26 sierpnia 2015 prezydent Salva Kiir Mayardit podpisał w Dżubie porozumienie pokojowe z rebeliantami, formalnie kończące wojnę domową i zobowiązujące szefa państwa do sformowania nowego rządu.